# Pat Costello
Bernard Patrick "Pat" Costello, Jr., född 12 mars 1929 i Detroit i Michigan, död 12 juli 2014 i Harbor Springs i Michigan, var en amerikansk roddare.
Costello blev olympisk silvermedaljör i dubbelsculler vid sommarspelen 1956 i Melbourne.